# Champoly
Champoly és un municipi francès situat al departament del Loira i a la regió d'Alvèrnia-Roine-Alps. L'any 2007 tenia 278 habitants.

## Demografia

### Població
El 2007 la població de fet de Champoly era de 278 persones. Hi havia 120 famílies de les quals 36 eren unipersonals (24 homes vivint sols i 12 dones vivint soles), 40 parelles sense fills, 36 parelles amb fills i 8 famílies monoparentals amb fills.
La població ha evolucionat segons el següent gràfic:
Habitants censats

### Habitatges
El 2007 hi havia 213 habitatges, 123 eren l'habitatge principal de la família, 66 eren segones residències i 24 estaven desocupats. 200 eren cases i 12 eren apartaments. Dels 123 habitatges principals, 96 estaven ocupats pels seus propietaris, 20 estaven llogats i ocupats pels llogaters i 7 estaven cedits a títol gratuït; 5 tenien dues cambres, 11 en tenien tres, 37 en tenien quatre i 70 en tenien cinc o més. 83 habitatges disposaven pel capbaix d'una plaça de pàrquing. A 65 habitatges hi havia un automòbil i a 46 n'hi havia dos o més.

### Piràmide de població
La piràmide de població per edats i sexe el 2009 era:
| Homes | Edats   | Dones |
| ----- | ------- | ----- |
| 0     | 95 o +  | 0     |
| 0     | 90 a 94 | 0     |
| 0     | 85 a 89 | 8     |
| 8     | 80 a 84 | 4     |
| 8     | 75 a 79 | 8     |
| 0     | 70 a 74 | 16    |
| 16    | 65 a 69 | 12    |
| 12    | 60 a 64 | 8     |
| 0     | 55 a 59 | 0     |
| 16    | 50 a 54 | 16    |
| 12    | 45 a 49 | 0     |
| 16    | 40 a 44 | 8     |
| 8     | 35 a 39 | 8     |
| 4     | 30 a 34 | 0     |
| 4     | 25 a 29 | 16    |
| 8     | 20 a 24 | 8     |
| 4     | 15 a 19 | 4     |
| 4     | 10 a 14 | 12    |
| 4     | 5 a 9   | 8     |
| 4     | 0 a 4   | 8     |

## Economia
El 2007 la població en edat de treballar era de 167 persones, 119 eren actives i 48 eren inactives. De les 119 persones actives 111 estaven ocupades (67 homes i 44 dones) i 8 estaven aturades (3 homes i 5 dones). De les 48 persones inactives 26 estaven jubilades, 6 estaven estudiant i 16 estaven classificades com a «altres inactius».

### Ingressos
El 2009 a Champoly hi havia 127 unitats fiscals que integraven 284 persones, la mediana anual d'ingressos fiscals per persona era de 15.002 €.

### Activitats econòmiques
Dels 10 establiments que hi havia el 2007, 1 era d'una empresa extractiva, 1 d'una empresa de fabricació de material elèctric, 4 d'empreses de fabricació d'altres productes industrials, 1 d'una empresa de construcció, 1 d'una empresa d'hostatgeria i restauració, 1 d'una empresa financera i 1 d'una empresa de serveis.
Dels 3 establiments de servei als particulars que hi havia el 2009, 1 era un taller de reparació d'automòbils i de material agrícola, 1 guixaire pintor i 1 fusteria.
L'any 2000 a Champoly hi havia 20 explotacions agrícoles que ocupaven un total de 390 hectàrees.

## Equipaments sanitaris i escolars
El 2009 hi havia una escola elemental integrada dins d'un grup escolar amb les comunes properes formant una escola dispersa.

## Poblacions més properes
El següent diagrama mostra les poblacions més properes.